# Campionati del mondo di mountain bike 2023
I Campionati del mondo di mountain bike 2023 (en.: 2023 UCI Mountain Bike World Championships), trentaquattresima edizione della competizione, si stanno svolgendo a Glasgow, in Scozia, dal 3 al 12 agosto, in occasione dei campionati del mondo di ciclismo 2023.
Verranno assegnati quindici titoli in quattro specialità della mountain bike: il cross country (sette titoli), il downhill (quattro titoli), l'E-Bike cross country (due titoli) e lo short track (2 titoli).

## Eventi
| Data           | Ora (UTC+1) | Evento                                                     |
| -------------- | ----------- | ---------------------------------------------------------- |
| 3 agosto 2023  | 16:30       | Downhill - Qualificazioni junior femminili                 |
| 3 agosto 2023  | 17:00       | Downhill - Qualificazioni junior maschili                  |
| 4 agosto 2023  | 12:00       | Downhill - Qualificazioni elite femminili                  |
| 4 agosto 2023  | 12:30       | Downhill - Qualificazioni elite maschili                   |
| 4 agosto 2023  | 14:30       | Downhill - Finale junior femminile                         |
| 4 agosto 2023  | 15:30       | Downhill - Finale junior maschile                          |
| 5 agosto 2023  | 12:30       | Downhill - Finale elite femminile                          |
| 5 agosto 2023  | 14:00       | Downhill - Finale elite maschile                           |
| 8 agosto 2023  | 10:15       | Cross country - Qualificazione short track elite femminile |
| 8 agosto 2023  | a seguire   | Cross country - Qualificazione short track elite maschile  |
| 9 agosto 2023  | 12:30       | Cross country - Staffetta a squadre                        |
| 9 agosto 2023  | 15:00       | E-Bike cross country - Gara femminile                      |
| 9 agosto 2023  | 16:30       | E-Bike cross country - Gara maschile                       |
| 10 agosto 2023 | 12:00       | Cross country - Gara junior femminile                      |
| 10 agosto 2023 | 14:00       | Cross country - Gara junior maschile                       |
| 10 agosto 2023 | 17:45       | Cross country - Finale short track elite femminile         |
| 10 agosto 2023 | 18:30       | Cross country - Finale short track elite maschile          |
| 11 agosto 2023 | 11:30       | Cross country - Gara under-23 maschile                     |
| 11 agosto 2023 | 15:30       | Cross country - Gara under-23 femminile                    |
| 12 agosto 2023 | 11:30       | Cross country - Gara elite femminile                       |
| 12 agosto 2023 | 15:30       | Cross country - Gara elite maschile                        |

## Medagliere
| Pos.   | Paese         | Oro | Argento | Bronzo | Totale |
| ------ | ------------- | --- | ------- | ------ | ------ |
| 1      | Svizzera      | 3   | 2       | 3      | 8      |
| 2      | Nuova Zelanda | 3   | 2       | 1      | 6      |
| 3      | Gran Bretagna | 3   | 0       | 3      | 6      |
| 4      | Francia       | 2   | 5       | 4      | 11     |
| 5      | Canada        | 1   | 2       | 1      | 4      |
| 6      | Austria       | 1   | 1       | 0      | 2      |
| 6      | Germania      | 1   | 1       | 0      | 2      |
| 8      | Danimarca     | 1   | 0       | 1      | 2      |
| 9      | Paesi Bassi   | 0   | 1       | 1      | 2      |
| 10     | Italia        | 0   | 1       | 0      | 1      |
| 11     | Polonia       | 0   | 0       | 1      | 1      |
| Totale | Totale        | 15  | 15      | 15     | 45     |

## Sommario dei risultati
| Eventi                                     | Oro                                                                                              | Tempo    | Argento                                                                                    | Tempo   | Bronzo | Tempo   |
| Gare maschili                              |                                                                                                  |          |                                                                                            |         | |         |
| Cross country Elite dettagli               | Thomas Pidcock Gran Bretagna                                                                     | 1h22'09" | Samuel Gaze Nuova Zelanda                                                                  | a 19"   | Nino Schurter Svizzera                                                                                            | a 34"   |
| Cross country Under-23 dettagli            | Charlie Aldridge Gran Bretagna                                                                   | 1h13'53" | Adrien Boichis Francia                                                                     | a 13"   | Dario Lillo Svizzera                                                                                              | a 29"   |
| Cross country Junior dettagli              | Albert Philipsen Danimarca                                                                       | 1h07'55" | Elian Paccagnella Italia                                                                   | a 54"   | Ian Ackert Canada                                                                                                 | a 1'03" |
| Downhill Elite dettagli                    | Charlie Hatton Gran Bretagna                                                                     | 4'26"747 | Andreas Kolb Austria                                                                       | a 0"599 | Laurie Greenland Gran Bretagna                                                                                    | a 1"229 |
| Downhill Junior dettagli                   | Henri Kiefer Germania                                                                            | 4'30"727 | Bodhi Kuhn Canada                                                                          | a 0"418 | Léo Abella Francia                                                                                                | a 3"964 |
| E-MTB Cross country dettagli               | Joris Ryf Svizzera                                                                               | 58'29"   | Hugo Pigeon Francia                                                                        | a 21"   | Jérôme Gilloux Francia                                                                                            | a 1'38" |
| Cross country short track dettagli         | Samuel Gaze Nuova Zelanda                                                                        | 20'27"   | Victor Koretzky Francia                                                                    | s.t.    | Thomas Pidcock Gran Bretagna                                                                                      | a 2"    |
| Gare femminili                             |                                                                                                  |          |                                                                                            |         | |         |
| Cross country Elite dettagli               | Pauline Ferrand-Prévot Francia                                                                   | 1h24'14" | Loana Lecomte Francia                                                                      | a 1'14" | Puck Pieterse Paesi Bassi                                                                                         | a 1'27" |
| Cross country Under-23 dettagli            | Samara Maxwell Nuova Zelanda                                                                     | 1h16'26" | Ginia Caluori Svizzera                                                                     | a 1'01" | Ronja Blochlinger Svizzera                                                                                        | a 1'27" |
| Cross country Junior dettagli              | Isabella Holmgren Canada                                                                         | 1h07'37" | Marin Lowe Canada                                                                          | a 39"   | Natalia Grzegorzewska Polonia                                                                                     | a 1'24" |
| Downhill Elite dettagli                    | Valentina Höll Austria                                                                           | 4'58"242 | Camille Balanche Svizzera                                                                  | a 2"020 | Marine Cabirou Francia                                                                                            | a 2"361 |
| Downhill Junior dettagli                   | Erice Van Leuven Nuova Zelanda                                                                   | 5'15"613 | Poppy Lane Nuova Zelanda                                                                   | a 5"208 | Sacha Earnest Nuova Zelanda                                                                                       | a 5"625 |
| E-MTB Cross country dettagli               | Nathalie Schneitter Svizzera                                                                     | 52'23"   | Sofia Wiedenroth Germania                                                                  | a 1'00" | Justine Tonso Francia                                                                                             | a 1'34" |
| Cross country short track dettagli         | Pauline Ferrand-Prévot Francia                                                                   | 21'17"   | Puck Pieterse Paesi Bassi                                                                  | a 4"    | Evie Richards Gran Bretagna                                                                                       | a 9"    |
| Gare miste                                 |                                                                                                  |          |                                                                                            |         | |         |
| Cross country Staffetta a squadre dettagli | Svizzera Dario Lillo Nicolas Halter Linda Indergand Ronja Blöchlinger Anina Hutter Nino Schurter | 1h05'42" | Francia Adrien Boichis Julien Hemon Loana Lecomte Line Burquier Anaïs Moulin Jordan Sarrou | a 9"    | Danimarca Tobias Lillelund Albert Philipsen Julie Lilelund Sofie Pedersen Caroline Bohe Sebastian Fini Carstensen | a 41"   |